# 霍伊·肯德瑞克
霍華·約瑟夫·"霍伊"·肯德瑞克（英語：Howard Joseph "Howie" Kendrick，1983年7月12日—）生於美國佛羅里達州的傑克森維爾（Jacksonville）。前美國職棒大聯盟，守備位置為二壘手、一壘手、左外野手，曾效力於洛杉磯安那罕天使、洛杉磯道奇、費城費城人與華盛頓國民等隊。
肯德瑞克畢業於佛州的聖約翰河社區學院（St. Johns River Community Colledge）。2006年開季之前，肯德瑞克被權威的大聯盟刊物「棒球美國」（Baseball America）評為全美第十二名新秀。
他有時候會被球迷稱為「HK-47」，因為他的背號是47號。

## 小聯盟生涯
肯德瑞克是2002年選秀會上，天使隊用第十輪選秀權（第294順位）挑選而進入職棒，旋即被送往天使隊在先鋒聯盟（Pioneer League）的新秀等級球隊普羅佛天使（Provo Angels，即現今的歐仁貓頭鷹）。2004年時他升至1A的激流洋杉市麥子隊（Cedar Rapids Kernels），整季結束後打擊率高達.367、115支安打、10支全壘打。2005年球季是肯德瑞克名聲大噪的關鍵年，他在進階1A的倫秋庫卡蒙佳震動隊（Rancho Cucamonga Quakes）打出107支安打以及.384的打擊率，季中被升上2A阿肯色旅行者隊後又打出.342打擊率、7支全壘打，以及42分打點。
肯德瑞克以快如閃電的揮擊動作聞名，在生涯292場小聯盟比賽中累計打擊率高達.359。他被認為是一個非常善打速球的打者，有能力面隊大聯盟打擊的投手。在防守方面他的評價普通，但是跑壘速度不弱。

## 大聯盟生涯

### 洛杉磯安那罕天使
2002年大聯盟選秀，天使隊在第10輪選進肯德瑞克。他於2006年4月26日登上大聯盟，5月1日擊出大聯盟首安。7月26日擊出大聯盟首轟。該年他出賽72場比賽，打擊率為2成85，4轟30分打點。
2006年球季結束後，當家二壘手亞當·甘迺迪成為自由球員，肯德瑞克因此變成球隊的先發二壘手。2008年，他僅出賽88場比賽，不過打擊率卻高達3成22。2009年上半季，肯德瑞克陷入打擊低潮，打擊率2成39，僅僅擊出4轟。隨後他也被下放到小聯盟調整，在小聯盟的他打擊手感回溫，打擊率不僅高達3成58，長打率也來到5成58。
2011年球季，肯德瑞克開始嘗試守備不同位置。並於該年入選生涯首次明星賽。他與隊友傑瑞·威佛和Jordan Walden都在明星賽的球員名單內。該年他的打擊率為2成85，18轟63分打點。
2012年1月7日，他與天使隊簽下4年3350萬美元的合約，再度成為球隊的當家二壘手。該年他的打擊率為2成87，8轟67分打點。
2013年7月30日，肯德瑞克擊出生涯1000安。該年他的打擊率上升至2成97，13轟57分打點。2014年，他的打擊率為2成92，7轟75分打點。

### 洛杉磯道奇
2014年12月10日，天使用肯德瑞克跟道奇交易安德魯·赫恩尼。2015年8月9日至9月18日之間，因為腿筋緊繃而待在傷兵名單。整年出賽117場比賽，打擊率2成95，9轟54分打點。
2016年2月4日，與球隊簽下2年2千萬的合約。由於球隊已有二壘手蔡斯·阿特利防守，因此肯德瑞克有比較多的時間是在移防一三壘和外野的。該年他出賽146場比賽，打擊率2成55，8轟40分打點。

### 費城費城人
2016年11月11日，道奇用肯德瑞克向費城人交易達林·拉夫和Darnell Sweeney兩位球員。不過2017年4月18日，腹部不適而進入傷兵名單。只在費城人出賽39場比賽，擊出2轟和16分打點。

### 華盛頓國民
2017年7月28日，國民隊用McKenzie Mills和國際簽約金跟費城人隊交易肯德瑞克。8月13日，擊出生涯首發滿貫砲，而且還是一支再見全壘打。該年他多半鎮守左外野，打擊率2成93，7轟25分打點。
球季結束後，與球隊簽下2年700萬美元的合約。2018年5月19日，阿基里斯腱撕裂而成球季提前結束。該年打擊率為3成03，4轟12分打點。
2019年，出賽121場比賽，打擊率高達3成44，17轟62分打點。這一年主要擔任一壘手。
2019年國家聯盟分區賽第5場，肯德瑞克在延長賽面對喬·凱利擊出滿貫砲，幫助國民隊闖進隊史第一次的聯盟冠軍賽。2019年國家聯盟冠軍賽，肯德瑞克的打擊率高達3成33，另擊出4支二壘安打與4分打點，幫助球隊4連勝橫掃紅雀，他也拿下聯盟冠軍賽的MVP。2019年世界大賽第7場，肯德瑞克在球隊1分落後的情況下，面對Will Harris擊出直擊標竿的逆轉2分砲，最後國民隊以6比2拿下隊史首座世界大賽冠軍，肯德瑞克也拿下生涯第一枚冠軍戒。
2019年12月6日，肯德瑞克跟國民隊簽下1年625萬美元的合約。
2020年12月21日，2019年在季後賽表現亮眼榮獲國聯冠軍賽MVP的37歲老將內野手肯德瑞克宣布退休。

## 外部連結
- 球員資訊和成績在MLB，ESPN，Baseball-Reference，Fangraphs（英文）